# Złota Bulla Andrzeja II
Złota Bulla Andrzeja II – dokument wydany w 1222 roku przez króla Węgier Andrzeja II, gwarantujący tzw. sługom królewskim (tzw. serwienci, późniejsza szlachta średnia) prawa, jakie wcześniej przysługiwały magnatom:
- nietykalność osobistą
- nietykalność majątkową
- ograniczenie obowiązku służby wojskowej poza granicami Węgier
- władzę sądowniczą nad chłopami
- wolność od podatków

Król zobowiązywał się także nie psuć monety. Złota Bulla zakazywała łączenia urzędów przez jedną osobę, ograniczała możliwość powoływania obcokrajowców na urzędy państwowe.
Magnaci otrzymali prawo do rokoszu (ius resistendi) przeciw królowi, który złamie prawo.
Złota Bulla była jedną z podstaw monarchii stanowej na Węgrzech aż do XVIII w. Odegrała dużą rolę w procesie formowania się węgierskiego stanu szlacheckiego. Artykuł o rokoszu skreślono dopiero w 1687 roku, kiedy podczas wojny z Turkami całe Węgry opanował zbrojnie król Leopold I Habsburg (cesarz rzymsko-niemiecki).
Złota Bulla wpłynęła na postawy szlachty czeskiej i polskiej. Przyczyniła się do rozwoju przywilejów szlacheckich w Czechach i Polsce.